# Temporada 1978 del Campeonato Europeo de Fórmula Dos
La temporada 1978 del Campeonato Europeo de Fórmula Dos fue la decimosegunda edición de dicho campeonato.

## Calendario
|    | Circuito       | Fecha               | Vueltas | Distancia         | Tiempo     | Velocidad    | Pole Position    | Vuelta rápida               | Ganador          |
| -- | -------------- | ------------------- | ------- | ----------------- | ---------- | ------------ | ---------------- | --------------------------- | ---------------- |
| 1  | Thruxton       | 27 March            | 55      | 3.792=208.560 km  | 1'06:13.77 | 188.943 km/h | Bruno Giacomelli | Bruno Giacomelli            | Bruno Giacomelli |
| 2  | Hockenheim     | 9 April             | 20+20   | 6.789=271.56 km   | 1'20:22.0  | 202.741 km/h | Bruno Giacomelli | Bruno Giacomelli Marc Surer | Bruno Giacomelli |
| 3  | Nürburgring    | 7 May               | 9       | 22.835=205,515 km | 1'06:34.2  | 185.232 km/h | Bruno Giacomelli | Keke Rosberg                | Alex Ribeiro     |
| 4  | Pau            | 15 May              | 73      | 2.76=201.48 km    | 1'33:11.73 | 129.714 km/h | Brian Henton     | Bruno Giacomelli            | Bruno Giacomelli |
| 5  | Mugello        | 28 May              | 42      | 5.245=220.290 km  | 1'15:39.7  | 174.691 km/h | Bruno Giacomelli | Eddie Cheever               | Derek Daly       |
| 6  | Vallelunga     | 4 June              | 65      | 3.2=208.0 km      | 1'17:12.2  | 161.651 km/h | Bruno Giacomelli | Bruno Giacomelli            | Derek Daly       |
| 7  | Rouen          | 18 June             | 38      | 5.543=210.634 km  | 1'08:43.2  | 183.906 km/h | Bruno Giacomelli | Ingo Hoffmann               | Bruno Giacomelli |
| 8  | Donington Park | 25 June             | 40+40   | 3.149=251.92 km   | 1'29:51.43 | 168.214 km/h | Bruno Giacomelli | Brian Henton                | Keke Rosberg     |
| 9  | Nogaro         | 9 July              | 65      | 3.12=202.80 km    | 1'19:12.23 | 153.629 km/h | Bruno Giacomelli | Bruno Giacomelli            | Bruno Giacomelli |
| 10 | Pergusa-Enna   | 23 de julio de 1979 | 41      | 4.95=202.95 km    | 1'04:05.6  | 189.989 km/h | Derek Daly       | Derek Daly                  | Bruno Giacomelli |
| 11 | Misano         | 6 August            | 60      | 3.488=209.28 km   | 1'13:45.09 | 170.258 km/h | Brian Henton     | Bruno Giacomelli            | Bruno Giacomelli |
| 12 | Hockenheim     | 24 September        | 20+20   | 6.789=271.56 km   | 1'20:20.02 | 202.824 km/h | Marc Surer       | Derek Daly                  | Bruno Giacomelli |

## Clasificación de pilotos
Por cada carrera se otorgaron puntos: 9 puntos para el ganador, 6 para el segundo lugar, 4 para el tercer lugar, 3 para el cuarto lugar, 2 para el quinto lugar y 1 para el sexto lugar. No se otorgaron puntos adicionales.
Tres puntos se eliminaron. Se coloca entre paréntesis.
| Lugar | Nombre             | Equipo              | Equipo  | Coche   | THR | HOC | NÜR | PAU | MUG | VLL | ROU | DON | NOG | EMM | MIS | HOC | Points  |
| ----- | ------------------ | ------------------- | ------- | ------- | --- | --- | --- | --- | --- | --- | --- | --- | --- | --- | --- | --- | ------- |
| 1     | Bruno Giacomelli   | March Racing        | March   | BMW     | 9   | 9   | -   | 9   | (4) | 6   | 9   | -   | 9   | 9   | 9   | 9   | 78 (82) |
| 2     | Marc Surer         | March Racing        | March   | BMW     | 6   | 6   | (3) | 4   | 6   | -   | 4   | 4   | 6   | -   | 6   | 6   | 48 (51) |
| 3     | Derek Daly         | Chevron Racing      | Chevron | Hart    | 1   | -   | -   | -   | 9   | 9   | -   | -   | 4   | 4   | -   | -   | 27      |
| 4     | Eddie Cheever      | Project Four Racing | March   | BMW     | 3   | -   | 4   | 2   | -   | -   | 6   | -   | -   | 6   | 1   | -   | 22      |
| 5     | Keke Rosberg       | Opert Racing        | Chevron | Hart    | -   | 1   | 6   | -   | -   | -   | -   | 9   | -   | -   | -   | -   | 16      |
| 6     | Piero Necchi       | Astra Racing        | March   | BMW     | -   | -   | -   | 3   | -   | 4   | -   | 6   | -   | -   | -   | -   | 13      |
|       | Ingo Hoffmann      | Project Four Racing | March   | BMW     | -   | 4   | 1   | -   | 3   | -   | -   | 3   | 2   | -   | -   | -   | 13      |
| 8     | Alex Ribeiro       | Alex Ribeiro        | March   | BMW     | -   | 2   | 9   | -   | -   | -   | -   | -   | -   | -   | -   | -   | 11      |
|       | Alberto Colombo    | San Remo Racing     | March   | BMW     | -   | 3   | -   | -   | 2   | -   | 3   | -   | 3   | -   | -   | -   | 11      |
|       | Manfred Winkelhock | March Racing        | March   | BMW     | 2   | -   | -   | -   | -   | 3   | -   | 2   | -   | -   | -   | 4   | 11      |
| 11    | Eje Elgh           | Opert Racing        | Chevron | Hart    | -   | -   | -   | 6   | -   | -   | 1   | -   | -   | -   | -   | 1   | 8       |
| 12    | Ricardo Zunino     | March Racing        | March   | BMW     | -   | -   | -   | -   | -   | 1   | 2   | -   | -   | 2   | -   | 2   | 7       |
| 13    | Rad Dougall        | Toleman Motorsport  | March   | BMW     | 4   | -   | -   | -   | -   | -   | -   | 1   | -   | -   | -   | -   | 5       |
| 14    | Elio de Angelis    | Chevron Racing      | Chevron | Hart    | -   | -   | -   | -   | -   | -   | -   | -   | -   | -   | 4   | -   | 4       |
|       | Geoff Lees         | Team Kallay         | Chevron | Hart    | -   | -   | -   | -   | -   | -   | -   | 1   | -   | -   | 3   | -   | 4       |
| 16    | Piercarlo Ghinzani | Team Euroracing     | March   | BMW     | -   | -   | -   | -   | -   | -   | -   | -   | -   | 3   | -   | -   | 3       |
|       | Brian Henton       | Brian Henton        | March   | Hart    | -   | -   | 2   | -   | -   | -   | -   | -   | -   | 1   | -   | -   | 3       |
|       | Arturo Merzario    | Chevron Racing      | Chevron | Hart    | -   | -   | -   | -   | 1   | -   | -   | -   | -   | -   | 2   | -   | 3       |
|       | Stephen South      | Raven Racing        | March   | Hart    | -   | -   | -   | -   | -   | -   | -   | -   | -   | -   | -   | 3   | 3       |
| 20    | Giuseppe Gabbiani  | Trivellato Racing   | Chevron | Ferrari | -   | -   | -   | -   | -   | 2   | -   | -   | -   | -   | -   | -   | 2       |
| 21    | Roberto Marazzi    | Team Benelli        | March   | BMW     | -   | -   | -   | 1   | -   | -   | -   | -   | -   | -   | -   | -   | 1       |